# Стрибки з трампліна на зимових Олімпійських іграх 1932
Змагання зі стрибків з трампліна на зимових Олімпійських іграх 1932 складалися з однієї дисципліни і відбулись 12 лютого Олімпійському трамплінному комплексі Лейк-Плесіда (США).

## Результати
Змагання відбулись на "трампліні Інтервейл", K-точка якого становить 61 м.
| Місце | Стрибун                  | Сума   |
| ----- | ------------------------ | ------ |
| 1     | Бірґер Рууд (NOR)        | 228.1  |
| 2     | Ганс Бек (NOR)           | 227.0  |
| 3     | Коре Вальберґ (NOR)      | 219.5  |
| 4     | Свен Ерікссон (SWE)      | 218.9  |
| 5     | Каспер Оймоен (USA)      | 216.7  |
| 6     | Фріц Кауфманн (SUI)      | 215.8  |
| 7     | Сіґмунд Рууд (NOR)       | 215.1  |
| 8     | Ґоро Адаті (JPN)         | 210.7  |
| 9     | Чезаре Кйонья (SUI)      | 209.8  |
| 10    | Ерік Рюландер (SWE)      | 206.0  |
| 11    | Гольґер Шен (SWE)        | 201.8  |
| 12    | Броніслав Чех (POL)      | 200.7  |
| 13    | Педер Фалстад (USA)      | 199.5  |
| 14    | Ернесто Дзардіні (ITA)   | 196.7  |
| 15    | Джон Стіл (USA)          | 196.7  |
| 16    | Інгенуїно Дальягйо (ITA) | 194.9  |
| 17    | Станіслав Марусаж (POL)  | 192.5  |
| 18    | Фріц Стеурі (SUI)        | 192.4  |
| 19    | Боб Лімберн (CAN)        | 192.1  |
| 20    | Jacques Landry (CAN)     | 187.3  |
| 21    | Антонін Бартонь (TCH)    | 186.1  |
| 22    | Анджей Марусаж (POL)     | 185.9  |
| 23    | Франтішек Шимунек (TCH)  | 183.2  |
| 24    | Ян Цифка (TCH)           | 172.5  |
| 25    | Гаральд Паумґартен (AUT) | 163.4  |
| 26    | Ярослав Файштауер (TCH)  | 163.0  |
| 27    | Северіно Менарді (ITA)   | 161.6  |
| 28    | Міцутаке Макіта (JPN)    | 134.2  |
| 29    | Арнолд Стоун (CAN)       | 114.5  |
| 30    | Леслі Ґаньє (CAN)        | 110.5  |
| 31    | Йоїті Таката (JPN)       | 91.1   |
| 32    | Кацумі Ямада (JPN)       | 70.0   |
| —     | Рой Міккелсен (USA)      | (52.0) |
| —     | Гаральд Бозіо (AUT)      | (29.0) |

## Країни-учасниці
У змаганнях зі стрибків з трампліна на Олімпійських іграх у Лейк-Плесіді взяли участь 34 спортсмени з 10-ти країн:
- Австрія (2)
- Канада (4)
- Чехословаччина (4)
- Італія (3)
- Японія (4)
- Норвегія (4)
- Польща (3)
- Швеція (3)
- Швейцарія (3)
- США (4)